# Moulinex
Moulinex (произносится Мулинэ́кс) — французская марка, под которой производятся приборы для кухни. С 2001 года является собственностью Groupe SEB.

## История Moulinex
- 1922 — Жан Мантеле и его партнёр Ле Моннье открывают производственный цех в городе Белльвиле. Предприятие получает название «Мантеле и Ле Моннье, насосы и пульверизаторы».
- 1929 — Жан Мантеле уступает Ле Моннье свою долю в предприятии и вместе с новым партнёром, инженером Рене Буше, основывает новую компанию «Штамповальная Мануфактура Багноле Мантеле и Буше» (МЕВ). M.E.B. производит любые изделия из черных металлов.
- 1932 — M.E.B. подает запрос на патентование овощемолки. Согласно легенде, идея этого прибора родилась после того, как жена Жана Мантеле подала ему на обед плохо приготовленное пюре. Появление овощерезки стоимостью 36 франков на рынке обернулось коммерческим провалом; рост продаж начинается после снижения цены до 20 франков. С тех пор стремление максимально снижать цены на продукты становится отличительной чертой компании.
- 1937 — M.E.B. переезжает в Аленсон (Орн, Франция).
- 1944 — изменение названия компании с M.E.B. на Moulin-Légumes [«овощная мельница»].
- 1957 — компания меняет своё название на Moulinex.
- 1958 — компания преобразуется в АО.

Начало 1960-х — появляется знаменитый лозунг компании «Moulinex освобождает женщину».
- 1973 — Moulinex преобразуется в компанию с Правлением.
- 1981 — прибор Cuitout получает «Оскара» за инновации в области мелкой электробытовой техники. Премия ежегодно присуждается дистрибуторами через журнал LSA (Libre Service Actualités — Новости обслуживания и торговли).
- 1985 — первый кризисный финансовый год для Moulinex.
- 1986 — в компании разработан «план Дарно»; сокращено 1600 рабочих мест.
- 1988 — Moulinex выкуплен сотрудниками предприятия.
- 1989—1991 — Moulinex приобретает предприятия Swan, Girmi, Mallory.
- 1990 — Moulinex приобретает предприятие Vistar.
- 1991 — Moulinex приобретает предприятие Krups.
- 1990 — компания организует конкурс среди студентов по промышленному дизайну «Moulinex, Поколение Дизайна». Конкурс проходит в Германии, Испании, Франции, Великобритании и Италии. По итогам первого года организуется двухмесячная выставка в Центре Промышленных Разработок Центра Жоржа Помпиду в Париже.
- 2001 — Group SEB частично выкупает предприятие Moulinex-Krups.
- 2002 — интеграция Moulinex-Krups в Group SEB.

## Технологии и приборы Moulinex
- 1932 — овощерезка (M.E.B.)
- 1954 — прибор для чистки овощей Légumex
- 1956 — первая электрическая кофемолка
- 1957 — миксер Super-Mixer
- 1958 — электрическая соковыжималка, электрический прибор для чистки овощей и электрическая мясорубка
- 1959 — взбивалка Luxe
- 1960 — Robot-Charlotte (Робот-Шарлотт)
- 1961 — Robot-Marie и фен для волос
- 1962 — первый пылесос Moulinex
- 1964 — прибор для отжимания воды из салата
- 1965 — электрические нож, противень и шлем для сушки волос
- 1970 — щипцы для завивки волос
- 1971 — первый электрический кофейник
- 1974 — расческа с поддувом, совок для уборки и электрический веник
- 1977 — соковыжималка для цитрусовых, йогуртница и электрическая щетка
- 1979 — первая микроволновая печь
- 1981 — электронный робот для приготовления пищи Cuitout
- 1983 — прибор для приготовления макаронных изделий
- 1983 — первые утюги Moulinex
- 1991 — чайник Elegance, созданный при участии итальянского дизайнера Люка Меда
- 1992 — первый «умный» робот Génius. Прибор отмечен двумя призами за дизайн
- 1997 — фритюрница Supremia
- 2007 — запуск хлебопечки с рецептом бородинского хлеба, разработанным специально для России
- 2008 — прекращено производство пылесосов бренда
- 2008 — микроволновая печь с пароваркой
- 2009 — запуск самой мощной на рынке мясорубки

## Ценности Moulinex
Основные ценности марки Moulinex — лёгкость использования.
«С Moulinex — все легко и просто. Этой марке присущи совершенно особый французский шарм, лёгкость и игривость. Использование приборов Moulinex — это как игра, забавная и совершенно необременительная».